# Коваленко, Леонид Антонович
Леони́д Анто́нович Ковале́нко (укр. Леонід Антонович Коваленко; 12 марта 1907 — 22 июня 1985, Каменец-Подольский) — украинский советский историк. Исследователь проблем новой истории зарубежных стран, историографии. Доктор исторических наук (1965). Профессор (1966).

## Биография
В 1936 году окончил исторический факультет Киевского университета. В 1939—1941 годах обучался в аспирантуре. Учёбу прервала война.
Участник Великой Отечественной войны. Воевал на Южном и Третьем Украинском фронтах. Был командиром миномётного взвода. Тяжело раненный в правую руку, пять месяцев провёл в военных госпиталях. В августе 1944 года демобилизован из армии как инвалид второй группы.
В октябре 1944 года Леонид Коваленко возобновил обучение в аспирантуре. В мае 1945 года начал работать старшим научным сотрудником Института истории АН УССР, а в июле того же года в Киевском университете защитил кандидатскую диссертацию «Украина в конце XVIII века и Французская буржуазная революция».
В 1947—1956 годах возглавлял кафедру всемирной истории в Житомирском педагогическом институте. Затем в 1956—1961 годах был доцентом кафедры всемирной истории Ужгородского университета. С 1 октября 1961 года и до конца жизни работал в Каменец-Подольском педагогическом институте (ныне Каменец-Подольский национальный университет). В 1962—1984 годах заведовал кафедрой всемирной истории.
В 1965 году в Киевском университете защитил докторскую диссертацию «Демократические течения в историографии Украины XIX века».
Автор монографии «Великая французская буржуазная революция и гражданско-политические движения на Украине в конце XVIII века» (Киев, 1973), учебного пособия для исторических факультетов педагогических институтов «Историография истории Украинской ССР с древнейших времён до Великой Октябрьской социалистической революции» (Киев, 1983).
Издал отдельными брошюрами исторические очерки о Житомире (1951), Изяславе (1966).